# Hypolimnas obianus
Hypolimnas obianus är en fjärilsart som beskrevs av Hans Fruhstorfer 1912. Hypolimnas obianus ingår i släktet Hypolimnas och familjen praktfjärilar. Inga underarter finns listade i Catalogue of Life.